# Niżniaja Kamyszewka
Niżniaja Kamyszewka (ros. Нижняя Камышевка) – chutor w zachodniej Rosji, w sielsowiecie kitajewskim rejonu miedwieńskiego w obwodzie kurskim.

## Geografia
Miejscowość położona jest 3 km od centrum administracyjnego sielsowietu (2-ja Kitajewka), 19 km na północny wschód od centrum administracyjnego rejonu (Miedwienka), 27 km na południowy wschód od Kurska, 18 km od drogi magistralnej (federalnego znaczenia) M2 «Krym».
W chutorze znajdują się 23 posesje.
Klimat
Miejscowość, jak i cały rejon, znajduje się w strefie klimatu kontynentalnego z łagodnym ciepłym latem i równomiernie rozłożonymi opadami rocznymi (Dfb w klasyfikacji klimatów Köppena).

## Demografia
W 2010 r. chutor zamieszkiwały 32 osoby.